# Deileptenia ichinosawana
Deileptenia ichinosawana är en fjärilsart som beskrevs av Matsumura 1915. Deileptenia ichinosawana ingår i släktet Deileptenia och familjen mätare. Inga underarter finns listade i Catalogue of Life.